# Petra (coloriste)
Pour les articles homonymes, voir Petra.
Petra, de son vrai nom Petra Coria, épouse Van Cutsem, née le 13 mars 1937 à Ampudia et morte le 20 mai 2024, est une coloriste espagnole spécialisée dans la bande dessinée de langue française. 

## Biographie
Petra est la sœur du dessinateur Felicisimo Coria et la veuve du dessinateur belge de bande dessinée William Vance, avec qui elle a vécu à Santander en Espagne.
Elle a notamment mis en couleur des albums des séries Bob Morane, Ramiro, Bruce J. Hawker et XIII. Plusieurs de ses albums sont dessinés par son conjoint, William Vance.
Petra meurt le 20 mai 2024 à l’âge de 87 ans.